# Jeltje van Nieuwenhoven
Jeltje van Nieuwenhoven (ur. 2 sierpnia 1943 w Noordwolde w gminie Weststellingwerf) – holenderska polityk, bibliotekarka i samorządowiec, parlamentarzystka, działaczka Partii Pracy (PvdA), w latach 1998–2002 przewodnicząca Tweede Kamer.

## Życiorys
Po ukończeniu szkoły średniej kształciła się w zawodzie bibliotekarki, w którym pracowała do 1979. W 1970 wstąpiła do Partii Pracy. W latach 1978–1980 była radną w Vinkeveen en Waverveen, a także członkinią zarządu tej miejscowości. Od 1979 do 1981 pracowała jako asystentka przewodniczącego swojej partii.
W latach 1981–1982 po raz pierwszy zasiadała w Tweede Kamer. Nie została ponownie wybrana, jednak mandat deputowanej do niższej izby Stanów Generalnych objęła ponownie w 1983. Uzyskiwała następnie reelekcję w kolejnych wyborach w 1986, 1989, 1994, 1998 i 2002. W maju 1998 jako pierwsza kobieta w historii objęła stanowisko przewodniczącego Tweede Kamer, które zajmowała do maja 2002. Od maja do listopada 2002 kierowała frakcją poselską PvdA i wykonywała obowiązki lidera tej partii. W październiku 2004 odeszła z parlamentu, wchodząc w skład egzekutywy stanów prowincjonalnych (Gedeputeerde Staten) w Holandii Południowej, gdzie odpowiadała za kwestie związane m.in. z administracją. Funkcję tę pełniła do marca 2006.
W 2009 po kilkuletniej przerwie powróciła do działalności politycznej, stając na czele listy wyborczej Partii Pracy w wyborach miejskich w Hadze w 2010, w których uzyskała mandat radnej.
Odznaczona Orderem Lwa Niderlandzkiego III klasy (1995).